# Classificação de Petrov
Em geometria diferencial e física teórica, a classificação de Petrov (também conhecida como classificação de Petrov-Pirani-Penrose) descreve as possíveis simetrias algébricas do tensor de Weyl em cada evento em uma variedade de Lorentz.
É mais frequentemente aplicada no estudo de soluções exatas das equações de campo de Einstein, mas, estritamente falando, a classificação é um teorema na matemática pura que se aplica a qualquer variedade de Lorentz, independente de qualquer interpretação física. A classificação foi encontrada em 1954 por A. Z. Petrov e independentemente por Felix Pirani em 1957.